# Phacelophrynium
Phacelophrynium es un género con nueve especies de plantas herbáceas perteneciente a la familia Marantaceae.

## Especies
- Phacelophrynium aurantium
- Phacelophrynium cylindricum
- Phacelophrynium interruptum
- Phacelophrynium laxum
- Phacelophrynium longispica
- Phacelophrynium maximum
- Phacelophrynium nicobaricum
- Phacelophrynium robinsonii
- Phacelophrynium whitei